# Ihuraua (rivière)
La rivière Ihuraua  (anglais : Ihuraua River) est un cours d’eau du sud de l’Île du Nord de la Nouvelle-Zélande.

## Géographie
Elle s’écoule vers le nord de sa source au sud-ouest de la ville de Eketahuna, se joignant avec plusieurs torrents pour donner la rivière Tiraumea au nord de la ville d’Alfredton.